# Lena Ashwell
Lena Ashwell (28 de septiembre de 1872 - 3 de marzo de 1957) nacida como Lena Margaret Pocock, fue una actriz de teatro británica y activista por los derechos de las mujeres. Fue miembro del grupo sufragista Actresses' Franchise League.

## Biografía
Hija del comandante Pocock, nació a bordo de un barco en el río Tyne. Creció en Canadá y estudió música en Lausana y en la Royal Academy of Music. Se casó en 1896 con el actor Arthur Playfair, de quien se divorció en 1908; ese mismo año se casó con el tocólogo real, Henry Simpson. En 1895 interpretó a Elaine en una producción de Henry Irving, King Arthur, representada en el Liceo, y de nuevo actuó con él en 1903, en Dante. Su primer éxito llegó en 1900 con su participación en Mrs Dane's Defence, junto a Charles Wyndham, y, pocos años después, su actuación en Leah Kleschna confirmó su posición como una de las actrices más importantes de Londres. En 1907 comenzó a gestionar su propio teatro, el Kingsway, y diez años después fue condecorada con la Orden del Imperio Británico.